# منظمة قوة الصداقة الدولية

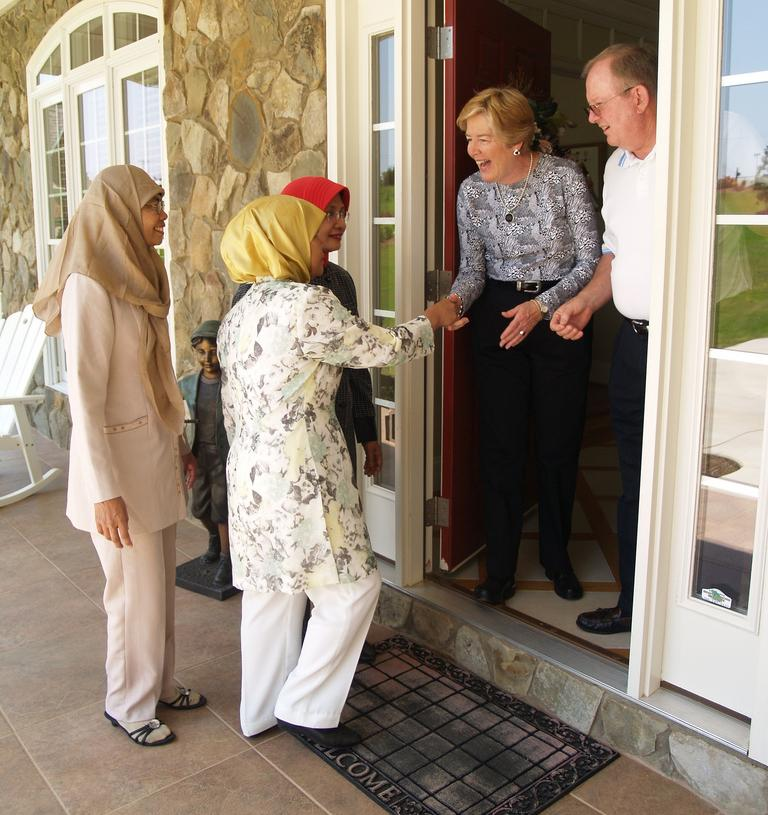
ضيوف إندونيسيون يقابلون مضيفيهم في هارتويل، بجورجيا، بالولايات المتحدة الأمريكية.

قوة الصداقة الدولية (Friendship Force International) هي منظمة غير ربحية تأسست في أتلانتا، جورجيا، الولايات المتحدة، وقام بافتتاحها الرئيس جيمي كارتر في 1 مارس 1977، في اجتماعه مع حكام الولايات بالبيت الأبيض. وقد عملت السيدة الأولى روزالين كارتر بوصفها رئيسًا فخريًا حتى عام 2002. وفي عام 1992، تم ترشيح منظمة «قوة الصداقة الدولية» لنيل جائزة نوبل للسلام.
وتعد منظمة قوة الصداقة الدولية (FFI) برنامجًا للتبادل الثقافي الدولي، وقد أسسها واين سميث في عام 1977، وهو الوزير المشيخي والمبعوث التبشيري الأمريكي السابق في البرازيل. خلال السنوات الخمس الأولى، استخدم البرنامج الطائرات المستأجرة لنقل الوفود التي تراوحت أعدادها بين 150 و400 زائر بين المدن المشاركة. وقد ضم أول تبادل 762 مسافرًا من نيوكاسل أبون تاين في إنجلترا، وأتلانتا بجورجيا، بالولايات المتحدة. والسمة الأساسية لهذا البرنامج هي الإقامة في المنازل الخاصة.
في عام 1982، تم تغيير الخطة من التبادلات المتزامنة الكبيرة إلى زيارات ذهاب أصغر فقط باستخدام الخطوط الجوية المجدولة، مع الإبقاء على فكرة الإقامة كسمة أساسية، بدعم من الأندية المحلية في الدول المضيفة. ومع توسعها من عدد قليل من التبادلات المتزامنة الكبيرة سنويًا في السنوات الأولى، أصبحت منظمة قوة الصداقة حاليًا تنظم نحو 250 - 300 تبادل من التبادلات الصغيرة، والتي تضم من 20 إلى 25 زائرًا كل عام. وللبرنامج نوادٍ نشطة في أكثر من 50 دولة. وفي عام 2007، سافر 5763 زائرًا، والذين أطلق عليهم «سفراء الصداقة،» بين 58 دولةً، مع الآلاف من أعضاء النوادي والذين استضافوا الزوار في منازلهم.